# Вежховіни (Радинський повіт)
Вежховіни (пол. Wierzchowiny) — село в Польщі, у гміні Улян-Майорат Радинського повіту Люблінського воєводства.
Населення — 322 особи (2011).
У 1975-1998 роках село належало до Білопідляського воєводства.

## Демографія
Демографічна структура станом на 31 березня 2011 року:
|          | Загалом | Допрацездатний вік | Працездатний вік | Постпрацездатний вік |
| -------- | ------- | ------------------ | ---------------- | -------------------- |
| Чоловіки | 165     | 45                 | 106              | 14                   |
| Жінки    | 157     | 42                 | 86               | 29                   |
| Разом    | 322     | 87                 | 192              | 43                   |